# Irbisia castanipes
Irbisia castanipes är en insektsart som beskrevs av Van Duzee 1921. Irbisia castanipes ingår i släktet Irbisia och familjen ängsskinnbaggar. Inga underarter finns listade i Catalogue of Life.